# موغويون (حضارة)

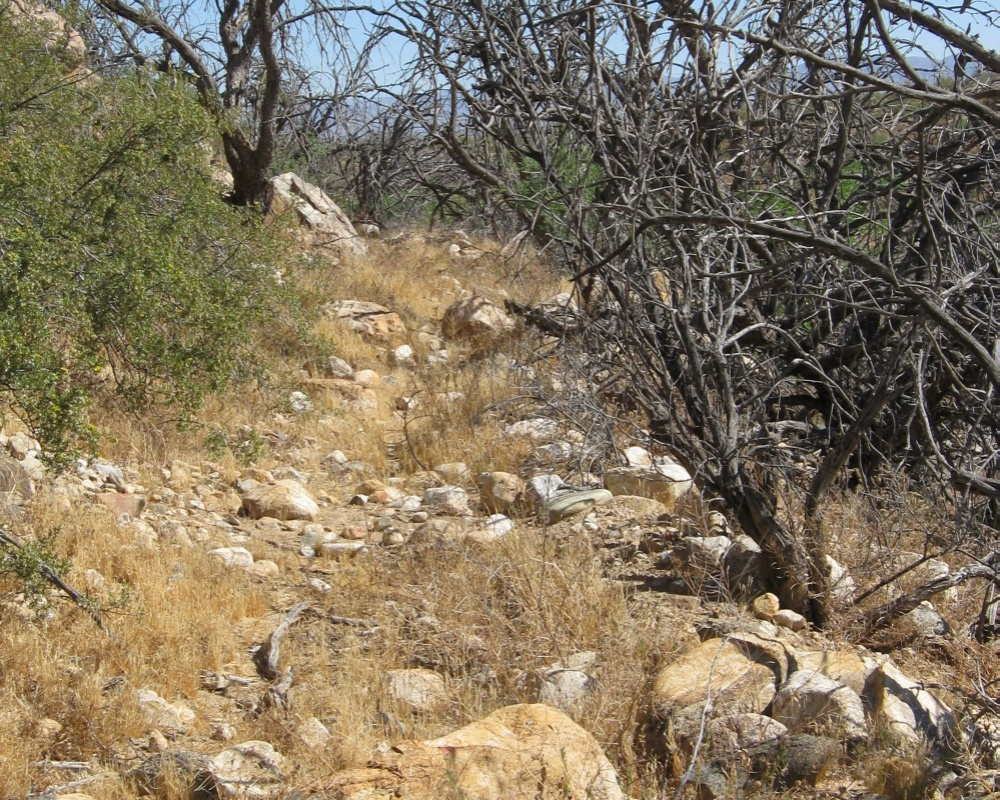
اشجار نيو مكسيكو وارضيها

حضارة أقامها الهنود الحمر والتي قامت تقريبا بين عامي 200 ق م و 1200 م. وكانت قد قامت في وسط أريزونا ونيو مكسيكو. وتم تقسيمها لعدة مراحل لكن بعدم وجود تحليل كامل لها واختلاف الأزمان والمجتمعات بها لا يوجد وضوح لهذا التقسيم، والمراحل هي باين لون، جورجتاون، سان فرانسيسكو، ثري سيركلز، ميمبريس.

## الموقع
سميت الحضارة على الهضبة وسط أريزونا وسلسلة الجبال غرب نيو مكسيكو.

## فترة باين لون (200 ق م – 500 م.)
عاش الموغويون في قرى صغيرة في بيوت دائرية مغطاة بالأعمدة والطين وكان عمقها في الأرض متر أو ربع متر يتم دخولها عبر أنفاق، وكان غذائهم يعتمد أساسا على الجذور والحبوب والمكسرات، ولم يظهر أنهم كانوا يعتمدون على الصيد فلم يعثر على الكثير من الرماح والحراب وعظام الحيوانات، وصناعة الخزف كانت موجودة وتختلف أشكالها والتي تطورت منها أشكال لدى الهنود الآخرين.

## فترة جورجتاون (500 – 900)
استمر نفس طراز الحضارة عدا إدخال زراعة الذرة الصفراء وازدادت أهمية الصيد وظهرت العديد من أشكال الخزف.

## فترة سان فرانسيسكو (900 – 1050)
واستمرت أشكال جورجتاون ولكن أصبحت البيوت بشكل شبه مستطيل وبناؤها أصبح أقوى وتم تطوير الكثير من أشكال الخزف وأصبحت أكثر تنوعا وترفا.

## فترة ثري سيركلز (1050 – 1200)
أساليب العيش استمرت كما هي وتغيرت المنازل من المصنوعة بالطين إلى أخرى مصنوعة من الحجر والبيوت الاحتفالية كانت موجودة أيضا وربما هذا كان تأثيرا من حضارة الأناسازي في الشمال أما الخزفيات فقد أصبحت أكثر تنوعا وترفا.

## فترة ميمبريس (1050 – 1200)
وهي الفترة الأخيرة وقد حدثت فيها تغييرات أساسية وتم استبدال البيوت المحفورة بشقق بعلو طابق إلى ثلاثة واحتوت القرى على غرف وصل عددها من 40 إلى 50 نظمت حول الساحة، وهذه المزايا مع غيرها ربما ظهرت مع هجرات الأناسازي من شمال نيو مكسيكو ويظهر أن القادمين الجدد عاشوا بسلام مع المواطنين.
انتهت بعدها حضارة موغويون وتم هجر القرى واختفى شعبها إلى أماكن غير محددة.